# رأسمالية السود

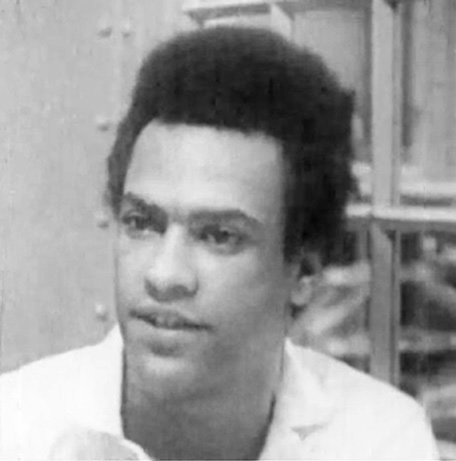

رأسمالية السود هي حركة منتشرة بين الأمريكيين الأفارقة لتكوين ثروة من خلال امتلاك وتكوين أعمال تجارية. وتم الاعتراف بها لتكون «حركة» شرعية بين الأمريكيين الأفارقة مثل قومية السود أو حركة الحقوق المدنية وليس لها هيئة منظمة لتعزيز مقصدها وأهدافها، وبالرغم من من ذلك، فقد كان يتم تمويل غالبية هذه الحركات من قبل الأغنياء من الأمريكيين الأفارقة.

## الجذور التاريخية
يمكن أن ترجع جذور رأسمالية السود إلى حيوات «الزنوج الأحرار» خلال فترات الاستعباد الأمريكي، حيث قدمت الكثير من السجلات الموجودة تقارير حول تطوير الثروة الاقتصادية عن طريق «الزنوج الأحرار».
من أولى الكلمات المسجلة التي روجت لرفع مستوى معيشة الأمريكيين الأفارقة والتي أطلقها أحد الأمريكيين الأفارقة هو الكاتب لويس وودسون الذي كان يكتب تحت اسم مستعار «أوغسطين» في جريدة «كالارد أميريكان» Coloured American، ساعد وودسون في تأسيس جامعة ويلبرفورس وأول الأسقفية الميثودية الإفريقية معهد اللاهوت، والمدرسة اللاهوتية باين وكان أول المدرسين وهو معلم مارتن ديلاني.
وكان من أشهر أثرياء السود في الجنوب أ. ج. جاستون الذي شغل لبعض الوقت دورًا أساسيًا في حركة الحقوق المدنية. وتأثر جالستون بشخصية بوكر ت. واشنطون، الذي كان من أوائل القادة في معهد توسكيجي. وهناك ثري آخر أمريكي أفريقي وهو روبرت ريد تشرش، الذي أسس أول بنك يملكه السود في البلاد ومدخرات سائلة في عام 1906.

كما توجد العديد من الأمثلة التاريخية وأمثلة حالية من أحياء أشهر وأغنى الرجال السود في التاريخ الأمريكي. تضم بعضها الأماكن التاريخية هايلاند بيتش، ولاية ماريلاند ومؤخرًا ماونت إيري في فيلادلفيا، بنسلفانيا، مقاطغة الأمير جورج، ميرلاند ومقاطعة ديكالب، جورجيا. وتميز وسائل الإعلام الرئيسية ذلك ببعض الاهتمام.
هناك حركة أكثر تركيزًا عن حركة رأسمال السود وهي المجلة الشهيرة «بلاك إنتربريز» Black Enterprise.

## فروع حركة رأسمالية السود
يوجد فرعان لحركة رأسمالية السود: فرع يركز على النجاح للمجموعة والآخر يركز على النجاح الفردي.

### نجاح المجموعة
انغمست سلسلة واحدة من حركة رأسمالية السود في أخلاق الأمريكيين من أصول أفريقية وكونوا ثروة معًا كما هو في مثال قيمة كوانزا «أوجاما» وتعني «الاقتصاد التعاوني». من أشهر الأمثلة الداعمة لهذا الاقتصاد التعاوني راسل سيمونز الذي نراه يدعم إنشاء ليس فقط الأعمال التجارية الفردية للسود بل مجتمعات أعمال أيضًا. وعلق سيمونز بقوله إن طلاب ماجستير إدارة الأعمال والخريجين تسيطر عليهم فكرة أنهم يرغبون في امتلاك مشاريعهم الخاصة، وليس فقط العمل في مشروع شخص آخر.
كما تم إبراز عقلية نجاح المجموعة ودراستها في كتاب «شركة سلطة السود» Black Power Inc. للكاتب كورا دانيالز. وفي كتاباتها تقول السيدة دانيالز إن أخلاقيات النجاح الفردي تتمثل في الأمريكيين الأفارقة الذين ولدوا قبل وأثناء حركة الحقوق المدنية، بينما ولد الداعمون لنجاح المجموعة بعد حركة الحقوق المدنية.
ومؤخرا هناك جهود لتوحيد حركة رأسمالية السود وقُدم ذلك في كتابين هما "العمالة السوداء: ثروة البيض": Black Labor: White Wealt" والكتاب الأحدث "اقتصايات السلطة" "Powernomics" للكاتب كلاود أندرسون. وفي هذين الكتابين يوضح دكتور أندرسون مخططًا يمكن بناءً عليه تنسيق ثروة السود وتنميتها من خلال خطة المسائل التسع.
ويرى البعض هذا الأسلوب لنجاح المجموعة كنوع من المشاريع الاجتماعية التي تهدف إلى تكوين شركات تهدف إلى تقديم الخدمات والسلع التي تفيد المجتمعات التي أنشئت بها، ويرى آخرون هذا على أنه ثمرة للأخلاقيات الطائفية والقبلية التي تعود إلى الثقافات الإفريقية التقليدية.

### النجاح الفردي
هو أسلوب موازٍ، لكنه يبدو مخالفًا، لرأسمالية السود وهو نابع من النموذج الأمريكي لتكوين الثروات الفردية، من أشهر الأمثلة على ذلك من الشخصيات العامة أوبرا وينفري، روبرت إل. جونسون وغيرهما. والشكوى التي يطلقها المدافعون عن نجاح المجموعة ضد معتنقي فكرة النجاح الفردي أن الأغنياء من الأمريكيين الأفارقة كونوا ثروة تبلغ ملايين الدولارات أما فيما يتعلق بطبيعتهم الفطرية فلم يشاركوا سوى بالقليل في مشكلة الأمريكيين الأفارقة.
وبشكل عام فإن الأمريكيين الأفارقة ووسائل الإعلام يشيرون في بعض الأحيان إلى هذه الظاهرة على أنها «طائرة السود» أو «التملق» حيث ينتقل السود الأثرياء من أحياء السود في الغالب في أحياء الأثرياء البيض. وتم توثيق جزء من هذا التاريخ في كتاب «أبناء جلدتنا: رحلة داخل الطبقة العليا من الأمريكيين السود» Our Kind of People: Inside America's Black Upper Class للكاتب أوتيس جراهام.

## القضايا التي تواجه حركة رأسمالية السود

### كقضايا مغايرة لقضايا الاندماج العرقي
فكرة الاندماج العرقي هي أن يستطيع الأمريكيون الأفارقة التحرك والعمل في المجتمعات التي بها غالبية من البيض بأمان. وغالبًا ما تهتم هذه الجهود المبذولة بخصوص الاندماج العرقي بالأماكن العامة وممارسات التوظيف بالقطاع الخاص. ويعتقد أن محاولات وحركات دعم الاندماج العرقي هي جهود لتمكين السود من الانخراط في مؤسسات البيض.
كما أن حركة الرأسمالية السود هي جهود تبذل لتمكين السود كأصحاب الأرض ووسائل الإنتاج والشركات التي تمتلك أحدهما أو كليهما. الهدف من حركة رأسمالية السود هو تعزيز الاعتماد على النفس سواء على المستوى الفردي أو الجماعي.

### السود المناهضون للرأسمالية
كما يوجد تياران من التفكير لدى الأمريكيين الأفارقة وخاصة قومية السود التي تناهض الرأسمالية كنظام اقتصادي في جميع أشكالها. هناك تيار يعارض الرأسمالية على أساس المعاملة التاريخية للأفارقة ووجودهم في الشتات، أي تعرضهم للعبودية والقهر والاستعمار، وهناك تيار آخر يعارض الرأسمالية من خلال توجيه انتقادات سياسية حادة، أي الاشتراكيون. وعلى الرغم من أن الكثيرين من منتقدي الرأسمالية داخل مجتمع السود يخلطان بين الموقفين إلا أن السبب وراء كل من التيارين مختلف. كان سي إل أر جيمس من أشهر النقاد السياسيين السود. وأشهر كتابين في السود المناهضين للرأسمالية هما «كيف كانت أوروبا سببًا في تخلف إفريقيا» How Europe Underdeveloped Africa للكاتب والتر رودني وكتاب «كيف تسببت الرأسمالية في تخلف الأمريكيين السود» How Capitalism Underdeveloped Black America للكاتب مانينغ مارابيل. يقدم هذان الكتابان تحليلاً حول الطريقة التي اتبعتها الرأسمالية كنظام اقتصادي من أجل عدم رفع مستوى معيشة الأفارقة الذين يعيشون في الشتات.

### العنف ضد حركة رأسمالية السود
تقلصت أمثلة المعارضة الصريحة والعلنية للنجاح الاقتصادي للأمريكيين الأفارقة منذ إنشاء حركة الحقوق المدنية. ولكن قبل هذه الفترة الانتقالية الأمريكية كان هناك عدد قليل من الهجمات العنيفة الملحوظة ضد مجتمعات مزدهرة للأمريكيين الأفارقة، بما في ذلك الشغب في سباق تولسب ومجزرة روزوود.

### التفاوت الاقتصادي
لدى السود في المتوسط ملاءمة مالية أقل من البيض في أمريكا. وهذا موضوع يرتبط بشكل خاص بإنشاء الشركات الجديدة. ومن أشهر أشكال ضمانات الحصول على قروض لإنشاء عمل تجاري هو قرض الأصل العقاري. ومع الاختلاف التاريخي والحالي في أنماط الاقتراض بالنسبة للسود والبيض فإن خيار استخدام قرض الأصل العقاري لفتح مشروع تجاري قد تقلص.

## مجلات وكتب ذات صلة
- مجلة «بلاك إنتربريس»
- كتاب «شركة سلطة السود»: كتاب «الصوت الجديد للنجاح» للكاتبة كورا دانيالز